# Karşıyaka SK

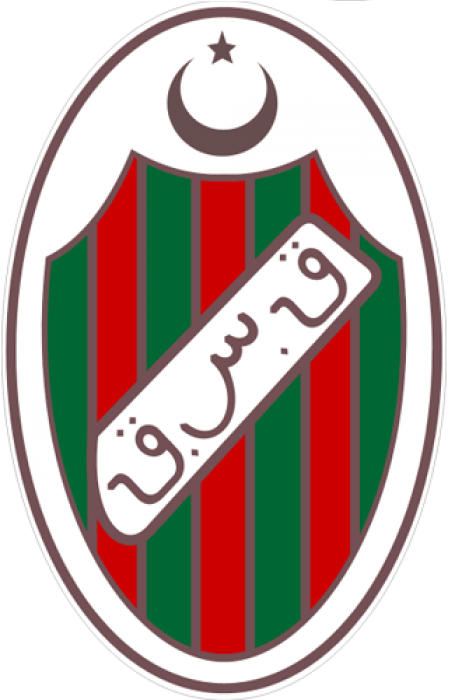
Staré logo klubu

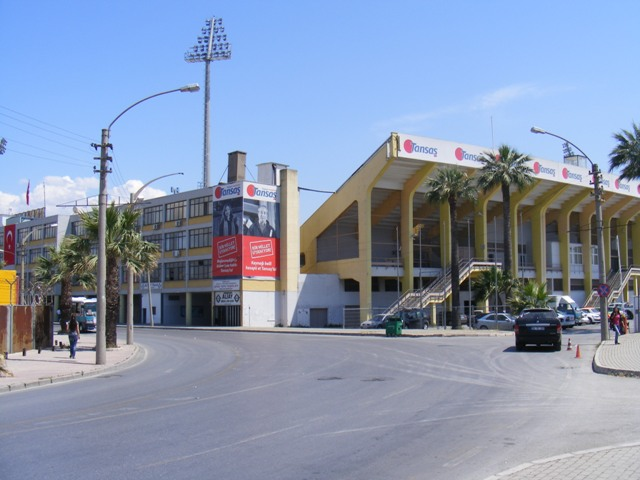
Altay Alsancak Stadyumu

Karşıyaka SK je turecký sportovní klub z okrsku Karşıyaka v provincii İzmir, který byl založen v roce 1912. Jeho fotbalový oddíl hraje svá domácí utkání na stadionu Altay Alsancak Stadyumu s kapacitou 15 358 diváků. Své zápasy zde hrají i další izmirské kluby Altay SK a Göztepe SK. Klubové barvy jsou zelená a červená. Největším rivalem klubu je Göztepe SK, střetnutí s tímto klubem se nazývá izmirské derby. V sezóně 2012/13 se Karşıyaka SK umístil na 9. místě turecké druhé ligy PTT 1. Lig.
Mimo kopanou klub provozuje ještě dalších 8 sportů: basketbal, volejbal, házenou, tenis, plavání, bowling, jachtaření a kulečník.